# 斉藤光浩
斉藤 光浩（さいとう みつひろ、1958年2月3日 - ）は、日本のギタリスト・作曲家・音楽プロデューサー。出身は神奈川県大和市。

## 来歴
1974年にアイドルロックバンド「DO.T.DOLL」（ドゥー・ティー・ドール）のリードギター兼ボーカルとしてプロデビューするが、1975年DO.T.DOLLを解散、翌1976年に結成されたハードロックバンドBOWWOWに始動メンバー4人のうちのひとりとして、ギター兼ボーカルで参加する。海外の音楽シーンにおける活動を含む7年間を経て1983年にBOWWOWを脱退し、ARBに加入するが1986年にはARBから脱退。北島健二の後任として甲斐よしひろ and Project Kに参加。甲斐バンド解散後に同ユニットに参加していた田中一郎とのツインギターとして活動。その後、同じく同ユニットに参加していた上綱克彦とともに田中一郎のソロ活動に参加。そこから派生したバンドユニットONE BOY PLAYERSにも参加。1991年にはソロデビューを果たし、1995年には再び田中一郎のバンドKIT16に加わるが、こちらにはベーシストとして参加している。
1998年に再結成したBOWWOWには、オリジナルメンバーの山本恭司、新美俊宏とともに合流しつつ、ソロ活動の他ユニットやバンドに参加、色々なジャンルで作曲・編曲を提供、『幻想魔伝最遊記』のイメージアルバム・ボーカルアルバム、くず『くずアルバム』、宇都宮隆『TEN to TEN』にディレクターとして参加。A-SIDE、ガールズバンド「HOT BITCH's MARIE」等、多数のミュージシャンやバンドをプロデュース、洗足学園音楽大学や自ら主宰するMSMC（「ミュージシャン、クリエーター、プロデューサーのためのプロツールス・マスタースクール」）で後進の指導にあたっている。

## ディスコグラフィー

### ソロ
- 共犯者のバラッド（シングル） - 1991年ソロデビュー作[1]
- ARISE（アルバム） - 1991年6月[5]、ファーストディストリビューション。JAN 4988007194129
- KISSしておくれ（シングル） - 1991年11月。ASIN B000UVEZT6
- SECOND（アルバム） - 2006年12月[5]、WIRDLAND/Phantom Disc。ASIN B000LP4N66

### バンド、セッション、ユニット、コンピレーション
DO.T.DOLL（1974－1975）
- 涙のシーズン（シングル） - 1974年デビュー作
- キス・ミー、タッチ・ミー（シングル） - 1974年

BOWWOW（1976－1983、1998－）
ARB（1983－1986）
- YELLOW BLOOD（アルバム） - 1984年
- Deep Inside（シングル） - 1985年
- Blue Color Dancer（シングル） - 1985年
- 砂丘1945年（アルバム） - 1985年
- God Bless the “Ring”（シングル） - 1986年

ONE BOY PLAYERS、田中一郎（1987－1992）
- HOBO/田中一郎（アルバムの内4曲に参加） - 1989年
- SUPER NOMAD/田中一郎（カヴァーアルバム） - 1990年
- GIMME A BREAK/ONE BOY PLAYERS（アルバム） - 1990年
- Going To Paradise/田中一郎、ONE BOY PLAYERS（アルバム） - 1990年
- My Home Town/田中一郎、ONE BOY PLAYERS（アルバム） - 1991年
- Morning Glow（my home town 2）/田中一郎、ONE BOY TRIO（アルバム） - 1992年

KIT16（1995－）
- VEX & CAVE（アルバム） - 1999年
- AAA（アルバム） - 2001年